# 797
797 (DCCXCVII) var ett normalår som började en söndag i den julianska kalendern.

## Händelser

### Okänt datum
- Kejsarinnan Irene i Bysans blir den första kvinnan på kejsartronen.

## Födda
- Ignatius av Konstantinopel, patriark av Konstantinopel.
- Arib al-Ma'muniyya, arabisk sångerska.

## Avlidna
- Konstantin VI, kejsare av Bysantinska riket.